# ماریو لونگی
ماریو لونگی (به انگلیسی: Mario Longhi) (زاده ۱۹۵۶) کارآفرین، بازرگان و مدیر ارشد اجرایی آمریکایی برزیلی‌تبار است، که اکنون به‌عنوان مدیر عامل اجرایی شرکت یو.اس. استیل فعالیت می‌کند.